# Nile (Washington)
Nile es un lugar designado por el censo ubicado en el condado de Yakima en el estado estadounidense de Washington. En el año 2010 tenía una población de 140 habitantes.

## Geografía
Nile se encuentra ubicado en las coordenadas 46°50′12″N 120°56′43″O / 46.83667, -120.94528.